# الجرين (كحلان عفار)

تعديل مصدري - تعديل

الجرين هي إحدى قرى عزلة كحلان بمديرية كحلان عفار التابعة لمحافظة حجة، بلغ تعداد سكانها 131 نسمة حسب تعداد اليمن لعام 2004.